# 그렉 로렌

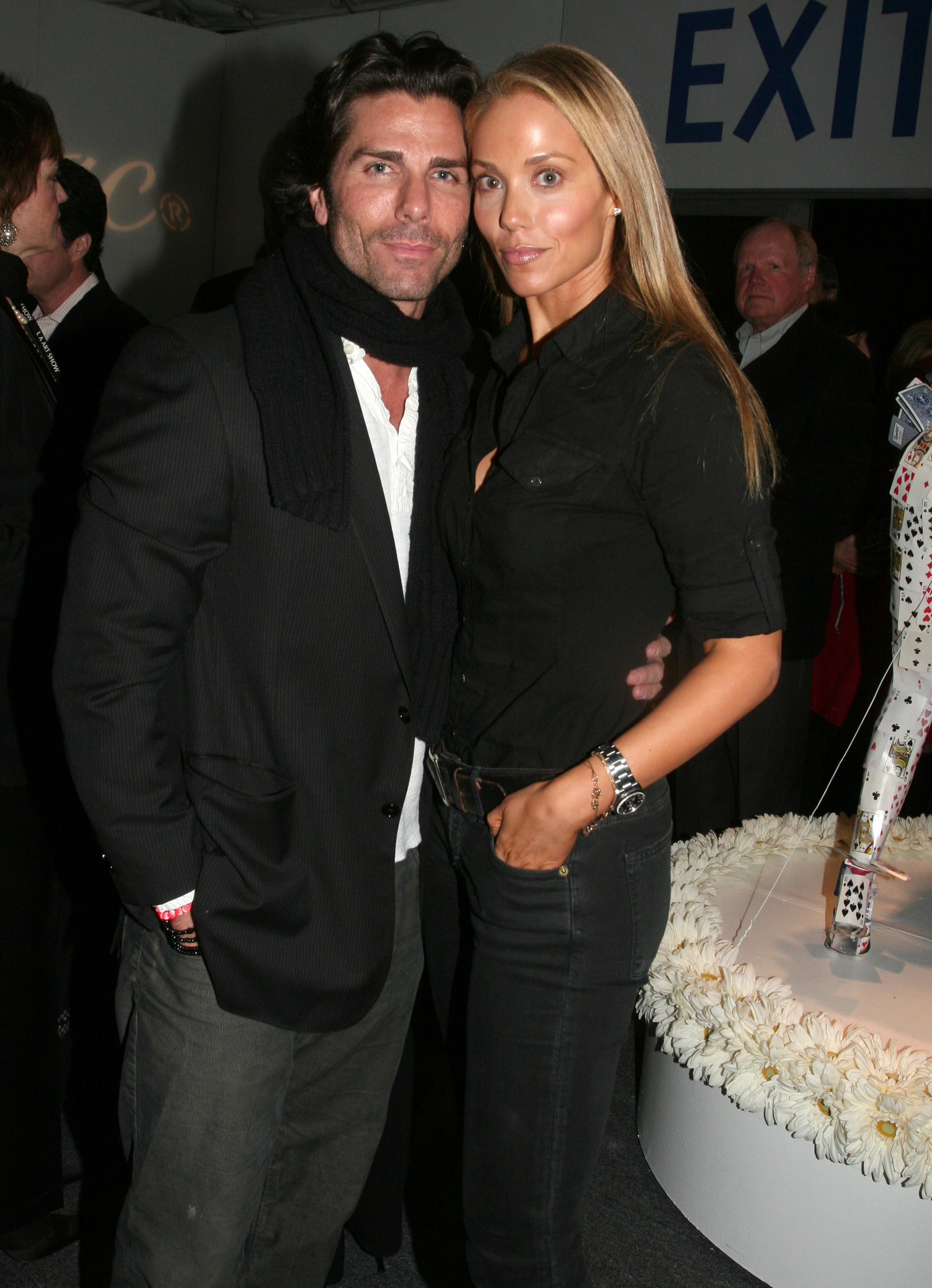

그렉 로렌(Greg Lauren, 1970년 1월 6일 ~ )은 미국의 배우, 화가, 텔레비전 배우, 디자이너이다.
뉴욕에서 태어났다.

## 영화
- 그들만의 비상구 (2001년)
- 웨딩 플래너 (2001년)
- 어쌔신 특급 (2000년)
- 프라핏 게임 (1999년)
- 부기 나이트 (1997년)
- 배트맨 4 - 배트맨과 로빈 (1997년)
- 타임 투 킬 (1996년)
- 배트맨 3 - 포에버 (1995년)
- 더 영 앤 더 레스트리스 (1973년)